# كارتينيانو
كارتينيانو هي بلدية (كوميون) في مقاطعة كونيو في منطقة بيدمونت الإيطالية، وتقع على بعد حوالي 70 كيلومتر (43 ميل) جنوب غرب تورينو وحوالي 25 كيلومتر (16 ميل) شمال غرب كونيو.
تقع كارتينيانو على حدود البلديات التالية: درونيرو وميللي وروكابرونا وسان داميانو ماكرا.